# سیاره میمون‌ها (فیلم ۲۰۰۱)
سیاره میمون‌ها (به انگلیسی: Planet of the Apes) فیلمی آمریکایی در سبک علمی- تخیلی است که در سال ۲۰۰۱ ساخته شد. این فیلم بر اساس رمان سیاره میمون‌ها اثر «پیر بول» و بازسازی فیلم سیاره میمون‌ها در سال ۱۹۶۸ می‌باشد. کارگردان فیلم تیم برتون است و مارک والبرگ، تیم راث، هلنا بونهام کارتر، مایکل کلارک دانکن، پل جیاماتی و استلا وارن بازیگران فیلم می‌باشند. داستان فیلم دربارهٔ فضانوردی به نام «لئو دیویدسون» است که سفینه‌اش روی سیاره‌ای که ساکنانش میمون‌هایی هوشمند هستند سقوط می‌کند. در این سیاره میمون‌ها با انسان‌ها مثل برده رفتار می‌کنند اما لئو با کمک میمونی به نام «اری» شورش به راه می‌اندازد.
«ویلیام برویلس» نویسندهٔ فیلمنامه‌است و «لارنس کانر» و «مارک روزنتهال» فیلم‌نامه را بازنویسی کردند. فیلمبرداری از نوامبر ۲۰۰۰ تا آوریل ۲۰۰۱ انجام شد. سیاره میمون‌ها بعد از انتشار با نظرات مثبت و منفی روبرو شد اما فروش موفقیت‌آمیزی داشت. بیشتر انتقادها به دلیل پایان سردرگم‌کنندهٔ فیلم بود. همچنین طرح‌های گریم «ریک بیکر» مورد تحسین قرار گرفت. با وجود فروش موفقیت‌آمیز، استودیو فاکس قرن بیستم ادامه‌ای برای این فیلم نساخت و در سال ۲۰۱۱ فیلم ظهور سیاره میمون‌ها را با داستانی جدید تولید کرد.

## داستان
در سال ۲۰۲۹ در «ابرون»، ایستگاه فضایی نیروی هوایی آمریکا «لئو دیویدسون» با نخستیها که برای مأموریت فضایی آموزش دیده‌اند کار می‌کند. میمون همکار مورد علاقه او شامپانزه‌ای به نام «پریکلیز» است. با نزدیک شدن یک طوفان الکترومغناطیسی کشنده به ایستگاه، پریکلیز با ربات فضایی کوچکی برای بررسی طوفان می‌رود. پریکلیز به سمت طوفان می‌رود و ناپدید می‌شود. لئو با سرپیچی از دستور فرماندهانش با یک ربات دیگر به دنبال پریکلیز می‌رود. با وارد شدن به طوفان ارتباط لئو با «ابرون» قطع می‌شود و در سیاره‌ای به نام «اشلر» در سال ۵۰۲۱ سقوط می‌کند. او در می‌یابد دنیا به دست میمون‌هایی شبیه انسان که می‌توانند به زبان انسان‌ها صحبت کنند و با انسان‌ها مثل برده رفتار می‌کنند، اداره می‌شود.
لئو با شامپانزه‌ای به نام «آری» (با بازی هلنا بونهام کارتر) که به رفتار وحشتناکی که با انسان‌ها می‌شود اعتراض می‌کند، آشنا می‌شود. آری تصمیم می‌گیرد لئو و یک بردهٔ زن به نام «دینا» را به عنوان خدمتکار بخرد تا در خانه پدرش سناتور سندر، کار کنند. لئو از قفسش فرار می‌کند و بقیه انسان‌ها را هم آزاد می‌کند. آری آن‌ها را می‌بیند اما لئو موفق می‌شود تا آری را متقاعد کند تا به شورش انسان‌ها بر ضد میمون‌ها بپیوندد. «جنرال تید» و «کلونل اتر» میمون‌های جنگجو را به دنبال انسان‌ها می‌فرستند.
لئو «کالیما» (معبد سیموس) را که مکانی ممنوع اما مقدس برای میمون‌هاست پیدا می‌کند. کالیما بقایای ابرون همان ایستگاه فضایی‌اش است که در این سیاره سقوط کرده‌است و حالا باستانی به نظر می‌رسد (کلمهٔ کالیما از حروفی از علامت "CAution LIve aniMAls" که با غبار پوشیده نشده، گرفته شده‌است). طبق اطلاعات کامپیوتر این ایستگاه از هزاران سال پیش آنجا بوده‌است. لئو نتیجه می‌گیرد که وقتی که او وارد جریان طوفان شده‌است در زمان به سمت آینده رفته‌است در حالی که ابرون در جستجوی او نبوده بلکه خیلی قبل از او روی این سیاره سقوط کرده‌است. داده‌های ابرون نشان می‌دهد که میمون‌ها به فرماندهی سیموس شورش به راه می‌اندازند و کنترل آن را به دست می‌گیرند. انسان‌ها و میمون‌هایی که از این درگیری جان سالم به در می‌برند سفینه را ترک می‌کنند و فرزندان آن‌ها همان مردمی هستند که لئو از زمان سقوطش تا به حال آن‌ها را دیده‌است.
بلافاصله جنگی بین انسان‌ها و میمون‌ها در می‌گیرد. سفینه‌ای آشنا در آسمان دیده می‌شود و لئو فوراً آن را می‌شناسد. سفینه همان ربات پریکلیز، شامپانزه فضانورد است. پریکلیز هم مثل لئو در جریان طوفان به آینده سفر کرده‌است و تازه رسیده‌است. وقتی پریکلیز فرود می‌آید میمون‌ها فکر می‌کنند که او سیموس اولین میمون و ارباب آنهاست که بازگشته‌است. میمون‌ها تعظیم می‌کنند و دشمنی بین انسان‌ها و میمون‌ها تمام می‌شود.
پریکلیز وارد ابرون می‌شود و لئو هم به دنبالش می‌رود در حالی که جنرال تید به دنبال لئو است. داخل معبد لئو و تید با هم درگیر می‌شوند و پریکلیز که می‌خواست به لئو کمک کند محکم به دیوار کوبیده می‌شود. تید تفنگ لئو را می‌گیرد و به نظر می‌رسد که می‌خواهد به لئو شلیک کند. لئو وقتی می‌بیند تید در کابین پرواز است درهای خودکار ورود را می‌بندد و تید را به دام می‌اندازد. تید مدام به در شلیک می‌کند و گلوله‌ها کمانه می‌کنند. اما دیده می‌شود که تید پشت صفحه کنترل پرواز زنده‌است. لئو تصمیم می‌گیرد که سیاره میمون‌ها را ترک کند. او پریکلیز را به آری می‌سپارد و آری قول می‌دهد که از او مراقبت کند. لئو با همه خداحافظی می‌کند و سوار سفینه پریکلیز که سالم مانده می‌شود و از مسیر طوفان الکترومغناطیسی به گذشته برمی گردد.
لئو در واشنگتن دی. سی در زمان خودش فرود می‌آید و سرش را بالا می‌آورد تا به مجسمه یادبود لینکلن نگاه کند اما می‌بیند مجسمه جدیدی به افتخار جنرال تید آنجاست. گروهی از افسران پلیس، آتشنشان‌ها و خبرنگاران به سمت لئو می‌آیند. وقتی نزدیکتر می‌شوند مشخص می‌شود که همه آن‌ها میمون هستند.

## بازیگران
| بازیگر            | نقش       |
| ----------------- | --------- |
| مارک والبرگ       | لئو       |
| تیم راث           | جنرال تید |
| هلنا بونهام کارتر | آری       |
| مایکل کلارک دانکن | کلونل اتر |
| پل جیاماتی        | لیمبو     |
| استلا وارن        | دینا      |
| کریس کریستوفرسون  | کاروبی    |